# Excédent de trésorerie d'exploitation
Pour les articles homonymes, voir ETE.
L'excédent de trésorerie d'exploitation (ETE) est le solde entre les flux de trésorerie générés effectivement par les produits encaissés et les charges d'exploitation décaissées.

## Enjeux
L'excédent brut d'exploitation est en harmonie avec la conception patrimoniale de la comptabilité d'engagement. Il mesure le solde des valeurs patrimoniales induites par l'exploitation pendant l'exercice et par conséquent ne mesure qu'une ressource potentielle de trésorerie, ce qui réduit sensiblement sa portée. C'est pourquoi l'analyse moderne a introduit la notion d'ETE en harmonie avec les flux de liquidité. Dans les flux de valeur patrimoniale, l'ETE isole les flux monétaires, donc fait apparaître le solde des flux de liquidité induits par l'exploitation, pendant l'exercice.

## Caractéristiques
L'excédent de trésorerie d'exploitation correspond à la traduction en termes de trésorerie du cycle d'exploitation de l'entreprise. La différence entre l'excédent brut d'exploitation et l'excédent de trésorerie d'exploitation s'explique par la variation du besoin en fonds de roulement.
ETE = EBE - la variation du BFR d’exploitation
Si la trésorerie est trop excédentaire, il y a déficit de gestion et ceci se traduit par un manque à gagner parfois important, il faut donc placer l'argent pour qu'il « travaille » c'est-à-dire produise des intérêts en guise de rémunération.